# Куру (река)
Куру је повремена река која извире из Масива Бонго у близни границе са Централноафричком Републиком и тече према истоку кроз вилајете Западни и Северни Бахр ел Газал у Јужном Судану, све до ушћа у реку Лол код места Њамлел. Дужина тока је око 400 km.